# سيرجيو سانشيز
سيرجيو سانشيز (بالإسبانية: Sergio Sánchez Sánchez) (28 أبريل 1977 منطقة أستورياس إسبانيا - ) هو لاعب كرة قدم إسباني يلعب كحارس مرمى.

## روابط خارجية
- سيرجيو سانشيز على موقع قاعدة بيانات كرة القدم.إي يو (الإنجليزية)
- سيرجيو سانشيز على موقع Soccerway.com (الإنجليزية)